# Whitey – Mafiaboss und FBI-Informant
Whitey – Mafiaboss und FBI-Informant (Originaltitel: Whitey: United States of America v. James J. Bulger, Alternativtitel: Whitey Bulger: Der Staatsfeind Nr. 2) ist ein US-amerikanischer Dokumentarfilm von Joe Berlinger aus dem Jahr 2014 über den Gerichtsprozess des irisch-amerikanischen Gangsterbosses James „Whitey“ Bulger aus South Boston und die Korruptionsvorwürfe innerhalb der höchsten Ebenen der Strafverfolgung in Massachusetts.

## Inhalt
Der Dokumentarfilm beleuchtet den Gerichtsprozess des irisch-amerikanischen Gangsterbosses James „Whitey“ Bulger aus South Boston von der Winter Hill Gang im Jahr 2013. Ebenso thematisiert er Bulgers Allianz mit dem korrupten FBI-Agenten John Connolly und seine vermeintliche Tätigkeit als FBI-Informant im Rahmen des Top Echelon Informant Programms, wodurch er über viele Jahre eine gewisse Protektion genießen und seinen kriminellen Aktivitäten nachgehen konnte. Vor laufender Kamera berichten sowohl Ermittler der Strafverfolgungsbehörden als auch Opfer der Machenschaften von der Winter Hill Gang über jene Geschehnisse.

## Liste der Interviewpartner
- Bob Long – Massachusetts State Police-Inspektor
- Brian M. Kelly – Staatsanwalt
- David Boeri – Reporter des Radiosenders WBUR
- David Wheeler – Sohn des Mordopfers Roger Wheeler
- Edward T Hinchey – Anwalt der Familie Donahue
- Fred Wyshak – Staatsanwalt
- Hank Brennan – Anwalt von Bulger
- J. W. Carney Jr. – Anwalt von Bulger
- Kevin Cullen – Buchautor und Journalist
- Kevin Weeks – Ehem. Mitglied der Winter Hill Gang
- Patricia Donahue – Ehefrau des Mordopfers Michael Donahue
- Robert Fitzpatrick – Ehem. FBI-Agent
- Shelley Murphy – Investigativjournalistin
- Stephen Rakes – Erpressungsopfer
- Steve Davis – Bruder des Mordopfers Debra Davis
- T. J. English – Buchautor und Journalist
- Thomas Foley – Massachusetts State Police-Kommissar
- Zachary R. Hafer – Staatsanwalt

## Hintergrund
Der von CNN Films, RadicalMedia und Third Eye Motion Picture Company produzierte Dokumentarfilm feierte am 18. Januar 2014 beim Sundance Film Festival Premiere und wurde am 14. Dezember 2020 in deutscher Fassung von ZDFinfo veröffentlicht. Die deutsche Fassung wurde von 107 Minuten auf 85 Minuten gekürzt. Unter dem Titel Whitey Bulger: Der Staatsfeind Nr. 2 wurde der Film später von RTL Crime ausgestrahlt.